# Edward Stilgebauer
Johannes Edward Alexander Stilgebauer (né le 19 septembre 1868 à Francfort-sur-le-Main, mort le 18 décembre 1936 à Sanremo) est un écrivain allemand.

## Biographie
Edward Stilgebauer est le fils d'un pasteur de Praunheim. La famille vient à Francfort en 1874. Il étudie la romanistique à l'université de Lausanne, la théologie à Marbourg et à Bonn, la germanistique à Berlin puis en 1890 l'histoire de l'art, la germanistique et la philosophie à Marbourg. En 1893, il est diplômé pour un travail en histoire de la littérature et devient docteur en philosophie de l'université de Tübingen. Il fait son service militaire et revient à Lausanne où il est habilité en 1895. Il est correspondant pendant un an du Frankfurter Zeitung à Amsterdam. En 1901, il devient rédacteur en chef du journal berlinois Zur guten Stunde. De 1906 à 1914, il se consacre à sa carrière littéraire à Bad Homburg vor der Hohe et à Francfort. Au début de la Première Guerre mondiale, Stilgebauer, pacifiste, part en Suisse et est correspondant pour des journaux allemands. Il vit à Lugano à 1917 et à San Remo à partir de 1924.
Edward Gebauer est l'auteur de romans, de nouvelles, de poèmes et de pièces de théâtre. Alors qu'il est un auteur à succès dans les années 1920, sa carrière s'arrête en 1933 par l'arrivée au pouvoir des nazis. Il est alors mis dans la liste des auteurs interdits pendant la période du national-socialisme.

## Œuvre
- Das Jahr, Francfort 1885
- Herodes, Leipzig 1891
- Vom Wege, Leipzig 1892
- Grimmelshausens „Dietwald und Amelinde“, Gera (Reuß) 1893
- Menschenschicksal, Munich 1894
- Ada, Francfort 1895
- Frühlicht, Zürich 1896
- Das Opfer, Zürich 1896
- Geschichte des Minnesangs, Weimar 1898
- Thomas Lindner, Munich 1899
- Neidhart von Reuenthal, Halle 1900
- Leben, Munich 1901
- Der neue Staat, Munich 1901
- Saulus von Tarsus, Berlin 1901
- Götz Krafft, Berlin
  - 1. Mit tausend Masten, 1904
  - 2. Im Strom der Welt, 1904
  - 3. Im engen Kreis, 1905
  - 4. Des Lebens Krone, 1905
- Aus freudelosem Hause, Stuttgart 1906
- Neidhart, Berlin 1906
- Die Lügner des Lebens, Berlin
  - 1. Das Liebesnest, 1908
  - 2. Der Börsenkönig, 1907
  - 3. Bildner der Jugend, 1908
  - 4. Der Eroberer, 1909
  - 5. Die neue Stadt, 1910
  - 6. Purpur, 1911
  - 7. Pfarrer Schröder, 1912
- Die blaue Blume, Mayence 1908
- Der Minister, Francfort 1908
- Der moralische Teeabend, Munich 1908
- Der goldene Baum, Leipzig 1909
- Wally Sattler, Leipzig 1911
- Frühlingsopfer und anderes, Leipzig 1912
- Monte Carlo, Francfort 1912
- Das rote Gold, Dresde 1912
- Fasching und anderes, Leipzig 1913
- Harry, Konstanz i.B. 1913
- Das verlorene Paradies, Leipzig 1913
- Der Felsen von Monaco, Constance 1914
- In Sünden und anderes, Leipzig 1914
- Inferno, Bâle 1916
- Junge und alte Liebe, Berlin 1916
- Den unbekannten Helden und andere Novellen, Berlin 1916
- Das Schiff des Todes, Olten 1917
- Briefe eines Einarmigen, Olten 1918
- Postpaket Nr. 475, Olten 1918
- Die Stunde der Entscheidung, Bâle 1918
- Die brennende Stadt, Olten 1919
- Sei mündig, Volk!, Berne 1919
- Bürgerin Louise, Berlin 1920
- Der schwarze Teufel von Campione, Hambourg 1920
- Ulla Ull, Berlin 1920
- Die galanten Abenteuer des Doktor Ribera, Berlin 1921
- Götz Kraffts Wanderzeit, Berlin, 1921
- Die Königin des Weltbades, Hamburg 1921 (adapté au cinéma en 1926 sous le titre La Carrière d'une midinette)
- Der Garten Eden, Hambourg 1922
- Nord und Süd, Berlin 1923
- Landolt, Berlin 1924
- Letzte Liebe, Berlin 1924
- "Monaco", Dresde 1924
- Der Yankee, Graz 1927
- Roman eines armen jungen Mädchens, Berlin 1929
- Das Himmelsguckerli, Rheinfelden 1932

Édition en français
- Une femme à Berlin, traduction par C. Francillon, l'Édition française illustrée, Paris, 1915-1925.
- Inferno : roman de la guerre mondiale, trad. de Inferno : Roman aus der Weltkrieg par Jeanne Grandis,  G. Grès, Paris, 1916.
- Le Navire de la mort, roman de la guerre mondiale, trad. par M. L. Lanoix, Payot, 1930.

## Source de la traduction
- (de) Cet article est partiellement ou en totalité issu de l’article de Wikipédia en allemand intitulé « Edward Stilgebauer » (voir la liste des auteurs).